# Miguel Ángel Mayé
Miguel Ángel Mayé Ngomo (Ebebiyín, 8 dicembre 1990) è un calciatore equatoguineano, difensore dei Akonangui e della Nazionale equatoguineana.

## Carriera

### Nazionale
Ha esordito in nazionale nel 2015; ha partecipato alla Coppa d'Africa del 2015 ed a quella del 2021.